# Anthaxia binotata
Anthaxia binotata es una especie de escarabajo del género Anthaxia, familia Buprestidae. Fue descrita científicamente por Chevrolat en 1838.